# Мерридейл, Кэтрин
Кэтрин Мерридейл (англ. Catherine Merridale, род. 12 октября 1959, Великобритания) — британская писательница и историк, автор нескольких книг по истории России. Лауреат Исторической премии Вульфсона (2013) и премии Пушкинского дома (2014) за книгу «Красная крепость» (англ. Red fortress).

## Биография и творчество
Получила степень по истории в кембриджском Кингс-колледже и степень доктора философии в Бирмингемском университете.
Преподавала в альма-матер и на факультете исторических исследований Бристольского университета. С 2004 по 2014 год была профессором новейшей истории в Университете королевы Марии в Лондоне.
В 2014 году вышла на пенсию, сейчас является независимой писательницей. Писала для London Review of Books, New Statesman, The Independent, The Guardian и Literary Review. Она также сотрудничала с радио Би-би-си. Выступает на телевидении.
Русский язык начала учить в школе, в качестве наказания за невнимательность и неподобающее поведение на уроках французского. В 18 лет впервые посетила Советский Союз. Кэтрин частый гость в Москве и Санкт-Петербурге.
Как отмечает о ней «The Financial Times»: по отношении к России Мерридейл является «пилигримом, который остается в плену очарования исследуемого предмета, даже несмотря на научный подход к нему».
Книга Мерридейл «Каменная ночь: Смерть и память в России XX века» (2001) была удостоена премии Хейнемана и вошла в шорт-лист самой престижной для нехудожественной литературы премии Сэмюэля Джонсона. В 2019 году книга была издана на русском языке.
В книге «Красная крепость» (2013), посвящённой тысячелетней истории Московского Кремля, Мерридейл «особенно увлекательно раскрывает перед читателями мифы об основании русской нации: творцы этих мифов редко признавались в ценности наследия викингов, а также в сотрудничестве с так называемой Золотой ордой. Существует масса мифов, которые возрождались в каждом последующем поколении обитателей Кремля. Одним из таких мифов является идея о том, что русские люди ценят сильных руководителей и что размер и характер российской нации требует если не автократии, то по крайней мере ограниченной формы демократии». За эту книгу Мерридейл была удостоена премии русской книги Пушкинского дома (2014, 5 тыс. фунтов стерлингов). Член судейского комитета Борис Акунин заявил, что эта книга позволила ему «понимать свою собственную страну лучше». В том же году за эту книгу Мерридейл стала одним из двух лауреатов Исторической премии Вульфсона (50 тыс. фунтов).
На вручении премии летом 2014 года она отметила, что начинала писать свою книгу, когда интерес к России был невысок, однако в связи с событиями на Украине всё изменилось. Она заявила, что «то, что происходит на Украине, приводит многих в отчаяние» и «вы должны помнить, что Сталин убил всю украинскую интеллигенцию. Там никого нет, чтобы воссоздать Украину».
Для книги «Иванова война» (Ivan"s war: Life and Death In The Red Army, 1939—1945) Мерридейл провела две сотни встреч с ветеранами Великой Отечественной войны. Как замечает американский профессор Йохен Хелльбек: «Не лишен иронии тот факт, что впоследствии она решила большинство этих ветеранских рассказов в своей работе не использовать, потому что они, на её взгляд, просто воспроизводили официальный взгляд на войну. Ветераны, казалось, были в плену ложного идеологического сознания: они твердили о высоких моральных ценностях и о том, что воевали за Родину, а это не вписывалось в очевидно предвзятое представление Мерридейл о войне как о месте одного лишь страдания и помутняющего разум насилия». Тем не менее российский историк Олег Кен считал, что данная книга «важна для широкого прочтения в России».
В 2016 году вышла книга Мерридейл Lenin on the train, в которой описывается переправка группы большевиков из Швейцарии в Россию в апреле 1917 года. Книга издана на русском языке в 2021 году издательством Corpus под названием «Ленин в поезде» (ISBN 978-5-17-112758-9).
Её книги, получившие международную известность, были переведены на 15 языков.